# 9067 Katsuno
9067 Katsuno eller 1993 HR är en asteroid i huvudbältet som upptäcktes den 16 april 1993 av de båda japanska astronomerna Kazuro Watanabe och Kin Endate vid Kitami-observatoriet. Den är uppkallad efter Gentaro Katsuno.
Asteroiden har en diameter på ungefär 8 kilometer.